# یگان ویژه (فیلم ۱۹۹۰)
یگان ویژه (انگلیسی: Navy SEALs) فیلمی آمریکایی در سبک مهیج به کارگردانی لوئیس تیگ است که در سال ۱۹۹۰ منتشر شد.

## بازیگران
- چارلی شین
- مایکل بین
- جوآن ولی
- ریک روسویچ
- بیل پاکستون
- دنیس هیزبرت
- پل سانچز
- راب مورن
- اس اپاتا مرکرسون